# James McElvenny
James McElvenny ist ein in Deutschland ansässiger australischer Linguist und Historiker, der für seine Arbeiten zur Geschichte der modernen Linguistik im 19. und 20. Jahrhundert bekannt ist. Schwerpunkte seiner Forschung sind die theoretischen Grundlagen der formalen Linguistik, sowie die Geschichte der Sprachtypologie und der Sprachphilosophie.
Er ist Herausgeber der Buchreihe "History and Philosophy of the Language Sciences" bei Language Science Press und Moderator des gleichnamigen Podcasts.

## Karriere
James McElvenny ist wissenschaftlicher Mitarbeiter im Sonderforschungsbereich (SFB) "Medien der Kooperation" an der Universität Siegen. Vorher war er Newton International Fellow an der University of Edinburgh und Stipendiat der Alexander-von-Humboldt-Stiftung an der Universität Potsdam.

## Werkauswahl
- 2025. Entstehung und Entwicklung der modernen Linguistik. De Gruyter, ISBN 978-3111618357.
- 2024. A History of Modern Linguistics: From the Beginnings to World War II. Edinburgh University Press.
- 2023. Limits of Structuralism. Oxford University Press. (Sammelband)
- 2019. Form and Formalism in Linguistics. Language Science Press. (Sammelband)
- 2018. Language and Meaning in the Age of Modernism: C. K. Ogden and his contemporaries. Edinburgh University Press.